# Summer Memories
《Summer Memories》（日语：サマー・メモリーズ）是上木彩矢的第九张单曲。

## 概述
- 上木彩矢首支抒情歌曲式的单曲。从第7张单曲《SUNDAY MORNING》起连续第3次A面曲由大野愛果作曲，GARNET CROW吉他手岡本仁志编曲。B面曲也是连续第3次由冈本仁志作曲编曲。
- 继2006年的再也不要和你分离后，第二次为电视动画《名侦探柯南》演唱片尾曲（ED）。

## 收录曲
1. Summer Memories
  - 作词：上木彩矢 / 作曲：大野愛果 / 编曲：冈本仁志

电视动画《名侦探柯南》片尾主题曲
2. I'm your side
  - 作词：上木彩矢 / 作曲·编曲：冈本仁志

東京電視台“PVTV（日语：PVTV）”8月片尾主题曲
3. Summer Memories Instrumental

## 收录专辑
《Summer Memories》收录于：
- Are you happy now?（日语：Are you happy now?）
- AYA KAMIKI Greatest Best（日语：AYA KAMIKI Greatest Best）
- GIZA studio 10th Anniversary Masterpiece BLEND 〜LOVE Side〜（日语：GIZA studio 10th Anniversary Masterpiece BLEND 〜LOVE Side〜）
- THE BEST OF DETECTIVE CONAN 4 ～名侦探柯南 主题曲集4～

《I'm your side》收录于：
- Are you happy now?（日语：Are you happy now?）
- INDIVIDUAL EMOTION（日语：INDIVIDUAL EMOTION）（仅初回限定版收录）
- THE FINAL JOURNEY（日语：THE FINAL JOURNEY）

| 电视动画《名侦探柯南》片尾曲 2008年6月16日 - 2008年9月8日 |                              |                                     |
| 前作： 三枝夕夏 IN db 《宛如冰雪融化的河流》              | 上木彩矢 《Summer Memories》 | 次作： 滴草由实 《GO YOUR OWN WAY》 |